# Sumurbandung (Cipatat)
Sumurbandung is een bestuurslaag in het regentschap Bandung Barat van de provincie West-Java, Indonesië. Sumurbandung telt 6920 inwoners (volkstelling 2010).